# Eustomias longiramis
Eustomias longiramis är en fiskart som beskrevs av Clarke 2001. Eustomias longiramis ingår i släktet Eustomias och familjen Stomiidae. Inga underarter finns listade i Catalogue of Life.